# Troy Coker
Troy Coker (Brisbane, 30 de mayo de 1965) es un exjugador australiano de rugby que se desempeñaba como octavo. Representó a los Wallabies de 1987 a 1997 y se consagró campeón del Mundo en Inglaterra 1991.

## Carrera
Estudió en la prestigiosa Universidad de Oxford, integró su equipo y con él participó de The Varsity Match de 1988 y 1989.
En 1992 fue invitado a World XV para enfrentar a los All Blacks por las celebraciones del Centenario de la New Zealand Rugby.

### Profesional
Los Brumbies lo contrataron para el Súper Rugby 1996 y disputó dos temporadas más. Luego se unió a los Saracens, como libre, para jugar una temporada de la Premiership Rugby y allí se retiró.

## Selección nacional
Alan Jones lo convocó a los Wallabies para el mundial de 1987. Coker le ganó el puesto a Steve Tuynman y debutó contra La Rosa.
Fue titular indiscutido hasta 1995, Greg Smith lo seleccionó con irregularidad y Coker decidió retirarse como internacional; su último test fue en noviembre de 1997 ante los Pumas. En total jugó 27 partidos y no marcó puntos.

### Participaciones en Copas del Mundo
Jones lo alineó como titular en Nueva Zelanda 1987 y en Sudáfrica 1995 fue suplente de Tim Gavin pero no jugó, debido a una lesión en los entrenamientos.
En Inglaterra 1991 Australia formó el scrum con su mejor generación de forwards de la era aficionada: Phil Kearns, John Eales, Simon Poidevin y Coker. Los australianos ganaron el mundial.
| Mundial                       | Sede          | Resultado        | PJ | Tries |
| ----------------------------- | ------------- | ---------------- | -- | ----- |
| Copa Mundial de Rugby de 1987 | Nueva Zelanda | Cuarto puesto    | 4  | 0     |
| Copa Mundial de Rugby de 1991 | Inglaterra    | Campeón          | 4  | 0     |
| Copa Mundial de Rugby de 1995 | Sudáfrica     | Cuartos de final | 0  | 0     |

## Palmarés
- Campeón del Súper 10 de 1994 y 1995.
- Campeón de la Anglo-Welsh Cup de 1991.